# Johannes Brodinus
Johannes Brodinus, född den 18 juni 1619 i Bro socken i Uppsala län, död den 8 november 1680 i Västerås, var en svensk biskop, son till kyrkoherden Petrus Nicolai Brodinus och Sara Jonsdotter, gift första gången 1658 med Elisabet Emporagria, dotter till biskop Erik Emporagrius av prästsläkten Emporagrius i Strängnäs; andra gången 1663 med Gertrud Leijel och tredje gången 1676 med Anna Schultin. 

## Biografi
Brodinus blev magister i Uppsala 1647 och besökte sedan de främsta universiteten i Tyskland, Republiken Förenade Nederländerna och Frankrike. Efter hemkomsten blev han 1652 hovpredikant hos drottning Kristina och sedan hos Karl X Gustav, vilken han åtföljde under polska fälttåget 1656. 
Sedan Gotland genom Brömsebrofreden (1645) återvunnits åt Sverige och den gamle dansksinnade superintendenten Strelow avlidit, blev Brodinus 1657 den förste svenskfödde superintendenten på Gotland. Han ordnade Visby domkapitel efter svensk stadga och ivrade mycket för införandet av svenska språket och svenska seder samt för anställandet av präster och lärare, som studerat vid svenskt universitet. 
För denna sin nitälskan rönte han motstånd och varjehanda obehag av de många bland öns inbyggare, som var danskt sinnade. När danskarna 1676 intog Gotland, uppsöktes Brodinus i sitt prebendepastorat, Lärbro, och blev jämte hustru och barn som krigsfånge förd till Köpenhamn, där han kvarhölls ett år. Slutligen frigiven, måste han på hemresan, i Malmö uthärda fasorna av den svåra belägringen 1677. 
Året därpå blev han för sina utståndna vedermödor hugnad med biskopsstolen i Västerås, där han avled redan efter tre år. Karl XI bevistade den lärde och märklige mannens begravning. Brodinus tredje hustru, som med honom delat fångenskapens öden, blev (1683) omgift med Haqvin Spegel, vilken också han utnämndes till superintendent på Gotland.